# 김활란
김활란(金活蘭, 1899년 2월 27일~1970년 2월 10일)은 일제강점기 대한여자기독교청년회연합회 재단이사장, 대한기독교교육협회 회장 등을 역임한 개신교인, 교육자, 대한민국 여성교육의 선구자이자 친일반민족행위자다. 초명(初名)은 기득(己得), 아호는 우월(又月), 세례명은 헬렌(Helen), 일본식 이름은 아마기 가츠란(天城活蘭)이다. 이화학당의 고등부를 거쳐 1918년 이화학당 대학부를 졸업하고 중앙기독교청년회(YMCA)에서 활동하다가 여자 YMCA를 독립, 1923년 유각경 등과 함께 조선 중앙여성기독교청년회(YWCA)를 조직하였다.
1923년 미국 오하이오 웨슬리언 대학교에 편입, 1924년 학사 학위를 받고, 보스턴 대학교 철학과에 편입하여 1926년 9월에는 철학석사를 받았으며, 귀국 후 이화여자전문학교에서 교사와 교감, 부교장 등으로 활동하였다. 1928년 미국 유학 중 "무지와 구습의 타파"를 이유로 공개 단발을 하여 화제가 되었다. 1931년 10월에는 컬럼비아 대학교에서 철학박사를 받았다.
그러나 일제강점기 1936년 전후로 일본의 강경노선에 따라 적극적으로 친일 행위를 하였다. 그는 강연, 논술활동을 하는 한편 1941년 창씨개명 후 전시 체제에 협력하여 칼럼, 강연, 학도병 독려 등의 활동을 펼쳤다. 1941년 임전보국단 결전부인대회에서 ‘여성의 무장’, 1942년 싱가포르 공략 대강연회에서는 ‘대동아건설과 우리 준비’라는 주제로 강연했다. 그리고 여러 잡지에 ‘징병제와 반도여성의 각오’, ‘뒷일은 우리가’, ‘남자에 지지 않게 황국 여성으로서 사명을 완수’ 등의 글을 발표하며 조선 민중들에게 일제의 침략 전쟁에 적극 참여할 것을 활발하게 종용하는 적극적인 친일행각을 서슴지 않았다.
광복 이후에는 반탁운동에 참여한 뒤 48년 장면, 조병옥과 함께 파리 UN 총회에 파견되어 대한민국 정부를 승인받고 귀국했다. 1950년 한국 전쟁 당시 전시 내각에 참여했다가 정식 공보처장으로 활동하였다. 그 뒤 이화여자대학교 초대 총장을 맡았으며, 언론인으로는 영자(英字)신문사 '코리아타임즈(The Korea Times) 사장을 맡았다.

## 생애

### 생애 초기

#### 출생과 유년기
우월 김활란은 1899년 2월 27일 인천부 동구 창영동(당시 우각동) 배다리 마을에서 사업가 김진연과 어머니 기독교 신자인 박도라의 딸로 태어났다. 아버지 김진연은 본래 평안북도 철산군 출신으로 대농토를 가진 중농(中農)이었다가 구한 말 개항된 제물포로 옮겨 창고업자가 되었다.
그는 3남 5녀 중 막내였다. 본명은 ‘김기득’(金己得)으로 기해년에 태어났다 하여 그렇게 지었다고 한다. 아호는 우월(又月)이다. 일찍이 내리교회의 전도 부인 헬렌에게 전도받은 어머니 박도라 여사는 후일 온 가족에게 권유하여 가족 모두를 기독교 신자가 되게 했다. 그녀는 어려서 어머니로부터 기독교 신앙교육을 받았다. ‘활란’이라는 이름은 기독교 신앙 깊었던 어머니의 영향에 따라 7세 때에 감리교에 입교하면서 ‘헬렌’(Helen)이라는 세례명을 받아 이를 아버지가 한자 표기로 고쳐서 ‘활란’이라고 이름을 지었다.

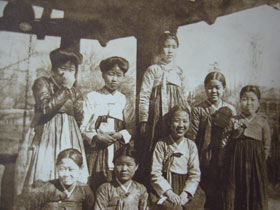
이화학당 소학부 시절(앞줄 맨 오른쪽)

언니인 김신득(金辛得, 다른 이름은 김애란)은 김달하와 결혼했는데 후일 이화여자대학교 교수, 동구여자중학교 교장을 거쳐 동구학원 이사장, YWCA 연합회 재단 이사 등을 지낸 김정옥은 언니 김신득의 딸이다. 그의 아호인 우월은 형부인 김달하가 지어준 것이다.
1907년 인천의 영화학당에 입학했는데, 당시로서는 흔치 않은 신교육을 받았다. 이듬해 1908년 가족이 한성부로 이사하면서 이화학당에 편입하였다. 이화학당의 보통부, 중등부, 고등보통부를 거쳐 1916년 이화학당 대학부에 입학하였다. 어머니 박도라는 교회에 열심히 출석, 전도부인의 역할을 하였고 그는 어머니의 신앙의 영향을 받고 독실한 신앙인이 되었다.

#### 신앙, 전도 활동

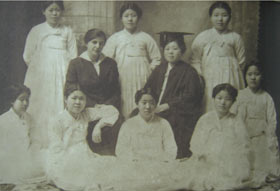
이화학당 대학부 졸업 사진(1918년)

학비를 댈 수 있을 만큼 경제적으로 안정된 집안이 아니었지만 어머니 박도라는 "나의 무지를 딸들에게 물려줄 수 없다"는 일념으로 딸들의 고등 교육을 적극적으로 후원, 한번도 딸들의 교육을 중단시킨 적이 없었다.
이화학당 대학부 시절 제3대 메이퀸으로 뽑혔고, 졸업식에서는 자신의 논문 〈여자의 고등교육과 가정〉을 주제로 한국어와 영어로 강연을 하였다. 이화학당 대학부를 1918년 제1회로 졸업하고 이 학교에서 이화학당 고등보통과의 영어 교사로 활동했다. 1919년 4월 이화학당 고등보통과 영어 교사로 재직하기로 되어있을 때 그해 3.1 운동이 일어나 비밀 결사에 참여했다.
1920년 6월 '이화전도대'를 결성해 전국 각지를 돌며 농촌 계몽과 복음 전도 활동을 했다. 1920년 6월 7일 전도대를 조직하여 전국을 순회하며 감리교회를 전파했다.
1922년 4월 중국 베이징에서 개최된 세계기독교청년연합회에 김필례와 함께 조선 여성 대표로 참석했다. 이것이 계기가 되어 1923년 3월 김필례, 유각경 등과 함께 조선여자기독교청년회연합회(YWCA)를 창설했다.

#### 미국 유학 및 사회 활동

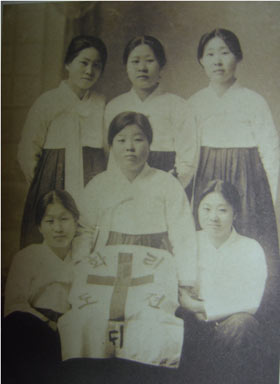
이화전도대 활동

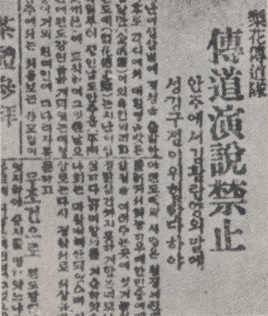
대학 교회의 여학생들이 조직했던 이화전도단의 선교 금지 기사(1922년)

이화학당의 교사로 재직하면서 1922년 전도대 활동을 다녔으나 강연의 내용이 조선총독부와 일본신도에 비판적인 내용이라는 이유로 당국의 심한 제재, 검열을 받다가 도중에서 중단되고 말았다. 전도대 활동을 중단하게 되자 베이징에서 열린 세계기독학생대회에 참가했다가 조선으로 돌아오지 않고 곧장 미국으로 건너갔다. 1923년 초, 경성부로 돌아와 김필례, 유각경 등과 함께 중앙기독교청년회(YMCA)에서 독립하여 여자들의 YMCA인 대한여자기독교청년회연합회(YWCA)를 창설하였다. 이때 중앙기독교청년회(YMCA)의 이상재, 윤치호, 양주삼, 여운홍 등의 도움을 받았다.
이 무렵 김활란은 조선 감리교 감독이었던 웰취(H. Welch) 선교사의 추천을 받아 미국으로 유학, 1922년 10월 미국 오하이오주 오하이오 웨슬리언 대학교 2학년에 편입하였다. 웰치 등 감리교 선교사들의 학비 지원으로 미국 유학 생활을 하였다. 오하이오 웨슬리언 대학교에서 철학, 교육학, 웅변학 등을 공부하였고, 1923년 6월 위싱 파턴에서 개최된 여자기독교청년회세계대회(YWCA 세계대회)에 참석하기도 했다. 1924년 6월에 오하이오 웨슬리언 대학교의 우수 졸업생으로 학사 학위를 받았다.

### 일제 강점기 활동

#### 여성 계몽과 YWCA 활동

##### YWCA 창립, 여성 계몽 운동
1923년 일시 귀국하여 경성에서 조선기독교청년회(YMCA, 대한기독교청년회의 전신)에 소속되었던 기청 여자부를 독립시켜, 김필례(金弼禮)·유각경(兪珏卿) 등과 함께 조선여자기독교청년회연합회(YWCA, 대한여자기독교청년회의 전신)를 창설하였고, 1924년 YWCA 세계대회에 조선 YWCA의 승인을 얻는 데 주도적 구실을 하였다.
학업과 병행해서 YWCA에서 활동하며 조선여성의 권익을 옹호하는 운동에 동참했고 각종 계몽, 강연, 전도활동에도 참여했다. 그가 주장한 것은 여자 기독교인 선교사업의 활성화, 여자들의 문맹 퇴치, 여자 교육 활성화, 여자의 사회활동 참여, 남존여비의 인습 타파 등이었다. 1924년 미국 체류 중 중앙 YWCA가 세계 YWCA대회에 가입하는 데 주도적 구실을 하였다.
1924년 10월 보스턴 대학교 대학원 철학과에 입학해 〈철학과 종교의 관련성〉이라는 논문으로 1926년 6월에 철학석사 학위를 받았다. 1926년에는 새롭게 눈뜨기 시작한 여성의 발언권을 발표하기 위하여 잡지 《여론》을 발간하였다. 잡지《여론》의 창간 취지로 그는 '여성이여 어서 앞으로 나가자!'라고 하였고, 《여론》지는 주로 기독교 관련 여성의 입장, 혹은 여성의 정치적 견해 등이 실렸다. 새롭게 눈뜨기 시작한 여성의 발언이 실리게 되었다.

##### 귀국과 사회 활동, 교육 활동

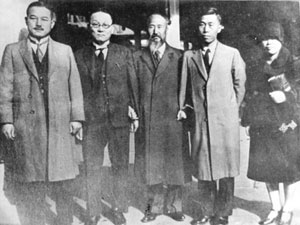
1929년 도쿄에서 열린 제3회 범태평양 회의에 참가한 한민족 대표단. 좌로부터 백관수, 송진우, 윤치호, 유억겸, 김활란

1925년 6월 이화여자전문학교 교수가 되고 바로 학감(교감)에 겸임하였다.
1926년 4월 26일 조선의 마지막 왕인 순종(융희황제)가 붕어하자, 이화학당의 학감으로 재직중이던 그는 미국인 선교사 출신인 이화여전 교장과 부교장에게 양해를 구하고, 이화학당의 전학생에게 깃광목으로 상복을 해입히고 창덕궁 앞에서 망곡(望哭)을 하게 하였다.
1927년 컬럼비아 대학교 박사 과정에 입학했으나 일시 귀국하여 모교인 이화여자전문학교에서 교수로 1930년 6월까지 일하였고, 농촌 활동을 다녔다. 또한 송진우, 조만식, 김성수 등의 주도로 민립대학설립운동이 추진되자 그는 민립대학 기성회 회원의 한 사람으로 민간 대학 설립 운동에 참여하였으나, 조선총독부 학무국의 불허로 실패하고 만다.

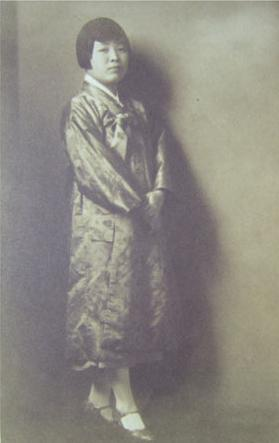
미국 체류중 단발한 김활란(1928년)

1927년 전문직 여성들의 친목 모임인 망월구락부가 직업부인회로 개편될 때 실행위원에 선정되었다. 이후 그는 전문직 종사 여성 외에도 중산층 여성들까지 회원 참여의 폭을 넓히자고 제안하였다. 여성들의 단체 참여 활동이 많아져야 자연스럽게 정치, 사회 문제에도 관심갖는 여성들이 늘어난다는 것이 그의 지론이었다. 한편 그는 그해 초부터 나혜석, 김일엽 등과 함께 여성단체 조직 운동에 착수하였으나 여러번 의사 충돌로 결렬되었다. 그러다가 같은 해 4월 유영준, 유각경, 최은희, 황신덕, 박원민, 정종명, 주세죽 등과 함께 근우회 창립 준비위원을 맡았고, 5월 근우회 창립 때 회장에 선출되었다. 이해 7월과 8월 사이 하와이 호놀롤루에서 열린 제2차 태평양문제연구회의에 유억겸, 백관수와 함께 조선 대표로 참석했다.
1928년 미국 캔자스 시에서 열린 감리교 총회에 평신도 대표로 참석하고, 4월 예루살렘에서 열린 국제 선교회의에 신흥우, 홍병선 등과 참석했다. 이 선교회의에 참석하기 위해 사이공에 당도했을 때 공개적으로 머리를 잘랐다. 이때 그는 트레머리를 단발로 바꾸었다. 예루살렘 국제 선교회의를 마치고 귀국한 뒤에는 단발 위에 남바위를 쓰고 한복 두루마기를 입은 채 구두를 신고 경성부내를 활보하고 다녔으며, 사람들이 킥킥거려도 아랑곳않고 돌아다녀 화제를 뿌렸다.
1928년 근우회에서 탈퇴하였다. 활동을 끊은 후 주로 기독교단체활동과 선교 활동에만 전념하였다.

##### 기독교 단체 운동과 선교 활동

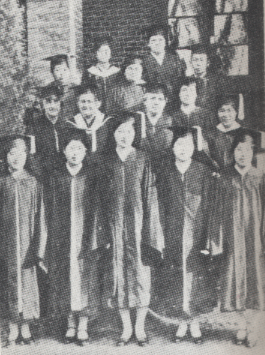
1920년대의 이화여전 졸업 사진

1928년 초 미국감리교회 총회에 참석하였을 때, 감리교 총회에서는 미국 내부의 경기불황이 심하여 중국과 조선감리교회에 자금 지원이 어렵다는 점을 들어 외국선교사업을 축소시키기로 의결하고, 조선에 주재하던 감리교회주교를 없애고 중국이나 일본감리교회의 주교가 이를 겸하도록 결정하였다. 이에 김활란은 즉시 긴급발언권을 얻어 감리교회 주교의 상주를 요청했으나 어렵다는 반응이 나타나자, 조선에 독립된 주교를 계속 주재할 것과 조선인 감리교회주교의 선출을 요청하기도 했다.
1927년 근우회의 창립에 참여하였다. 그러나 1929년 무렵 김활란, 최활란(崔活蘭), 황에스더 등 일부 기독교 여성운동가들은 근우회에 '발을 끊은 상태'였다. 나중에 김활란은 '조직과 기관에 얽매지이 않고 개인적으로 교양사업에 주력'하자면서 '사상을 통일시키려는 것은 자연법칙에 위반'이라고 자기 행동을 해명했다. 근우회와 신간회 활동 외에도 김활란은 여성 기독교 선교 및 교육, 계몽 활동 역시 병행하였다. 그는 이화여전에서 주관하는 농촌지역 부녀자 계몽운동에도 참여하여 농촌 부녀자들을 대상으로 한글과 숫자를 가르치기도 했다.
미국 유학 중이던 1928년 1월 중국 상하이에서 개최된 극동 기독교 지도자 회의에 참석하고 귀국했다가 다시 그해 4월 팔레스타인의 예루살렘에서 개최된 국제 선교위원 회의에 참석하고 돌아왔다. 이때의 그는 단정한 외모, 영어 어휘력과 웅변력 등을 인정받아 각종 회의의 조선인 대표단이 파견될 때 대표단원 또는 통역의 한사람으로 선발되었다.

#### 박사과정 재학 시절
박사과정에 재학하면서도 재미 한인교민사회의 활동에도 참여하는 한편 이승만, 안창호, 서재필 등의 재미 한인 지도자들을 방문하기도 했다. 1928년 5월 미국 캔자스에서 개최된 미국 기독교 감리회 대회에 조선인 대표의 한 사람으로 참석하였다. 1928년 미국 유학중 "무지와 구습의 타파"를 이유로 공개 단발을 하여 화제가 되었다. 1929년 11월 일본 교토(京都)에서 열린 제3차 태평양문제연구회의에 조선 대표로 윤치호, 송진우, 유억겸, 백관수와 함께 참석했다.
1930년 실론섬에서 개최된 여자기독교 청년회 동남아시아대회에 참석하고 돌아왔다가 다시 미국으로 건너갔다. 1930년 여름 컬럼비아 대학교 대학원으로 돌아가서 복학, 1년 3개월 동안 박사 논문을 준비하였다. 박사 학위 논문의 주제는 <한국의 부흥을 위한 농촌교육 Rural Education for the Regeneration of Korea>으로, 한국의 농촌 교육에 대한 것이었다. 1931년 10월 컬럼비아 대학교 대학원 철학박사 학위를 받았다. 이는 한국인 여성으로는 1929년 미시건 대학교에서 공중보건학 박사 학위를 받은 송복신에 이어 사상 두 번째에 해당된다.

#### 교육, 농촌 계몽 활동

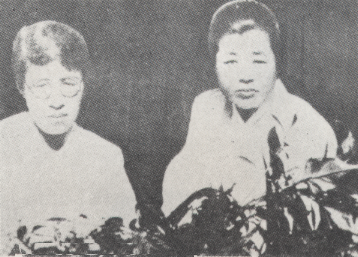
1920년대의 이화여전 교수 김활란과 김필례
이화여전의 교수로 있던 두 사람은 여자기독교청년회 YWCA의 조직 확장을 위해 노력하였다.

1931년 박사 학위를 받고 배편으로 일본을 경유하여 귀국한 후 1931년 6월에는 덴마크인의 경제부흥에 대한 것을 소개, 《정말인(丁抹人)의 경제부흥론》을 저술하여, 실력 양성론을 근거로 산업, 농업, 경제 각 부문에서 실력을 양성한 덴마크인들의 부흥 과정을 소개, 당시 한국사회와 유사하게 경제적, 정신적으로 침체되었던 덴마크가 어떻게 부흥하게 되었는가를 알렸다.
1932년 9월부터 1939년 8월까지 이화여자전문학교 교수로서 학감(교감) 및 부교장을 지냈으며, 부교장 재직 중이던 1935년 11월 잠시 교장 대리를 맡았다. 이때 그는 학교 운영의 주도권을 놓고 교장이었던 앨리스 아펜젤러와 갈등을 벌이기도 했다. 이들의 갈등에서 어느 쪽의 편을 들어줄 수도 없었던 윤치호와 양주삼은 지켜만 보았고, 내분은 더욱 격화되었다. 이 무렵 그는 학교 정무 외에도 농촌 교육을 통한 문맹 퇴치와 여성 계몽 활동에 주력하는 한편, 1932년 북미 기독교 감리 회의, 1934년 세계여자기독교청년연합회 동남아세아 회의에 조선 대표로 참석하는 등 기독교 단체 활동도 활발히 전개했다.
한편 브나로드 운동에도 동참하여 농촌계몽운동을 추진하였는데, 이때 그는 문맹퇴치, 가정경영에 필요한 지식획득, 개인적 차원에서의 경제자립, 봉건적 인습 타파, 의복개량 등을 지원하였다. 농한기에는 부녀자들을 모아 각 지방에서 교육의 필요성을 역설하는 강연, 교회에 다닐 것을 권고하는 전도 강연을 열기도 하였다. 또한 여러 가지 재정적 문제로 곤란을 겪던 안산 샘골의 농촌아동교육시설과 여성학교의 교사로 봉사하던 최용신(崔容信) 등을 재정적, 정신적, 금전적으로 지원하여 시설을 구비하도록 도와주었다. 한편으로 YWCA 여성 기독교 청년회의 회원을 모집하기 위해 직접 회원 모집과 기독교 선교 사업에 직접 발벗고 나서기도 했다.

#### 중일 전쟁 전후
1930년대 후반 이승만이 영향을 발휘하던 독립운동 단체 흥업구락부에도 가입하여 활동하였다. 그러나 조선총독부 서대문 경찰서에 감금된 윤치영의 진술로 1938년 5월 18일자 서대문 경찰서장의 보고에 의하면 그는 흥업구락부의 동지 회원의 한 사람으로 보고되었다. 1939년 제7대 이화여자전문학교 교장이 되었다.
1936년 말부터 교육과 여성 계몽 분야에서 친일 활동에 적극적으로 가담하기 시작했다. 중일 전쟁이 발발한 이후부터 칼럼, 강연활동에 나서는 한편 1937년부터는 조선총독부가 지원하는 조선부인연구회, 방송선전협의회, 애국금차회 등에 참여했다.
그는 김복수 등 상류층 여성들과 함께 애국금차회를 조직하여 금비녀와 금가락지를 뽑아 일제의 국방비로 헌납하는 운동을 벌였다. 국민정신총동원조선연맹과 조선언론보국회, 조선임전보국단을 통해 시국 강연에 수백 차례 나섰으며, 《동양지광》, 《조광》, 매일신보 등 신문이나 잡지 등에 일본 제국의 전쟁 지원을 적극 장려하는 선동과 내선 일체, 친일 및 전쟁 지원 활동 등 논설 글들을 수백 차례 기고하는 등 일제 말기 전시 체제에 적극적인 활동을 했다. 또한 일본 제국의 한민족 말살 정책인 신사참배 강요에 협력하고, 징병을 권유하는 강연에도 앞장섰다.

#### 전쟁 협력 및 독려 활동

##### 친일 및 전쟁 지원 활동
1938년 6월 20일 그는 이화여전과 이화보육학생 4백여 명을 동원, '애국자녀단'이라는 것을 조직케 하고 단장에는 김활란 자신이 취임하였다. 김활란은 이화여전 교장 등으로 있으면서 적극 친일을 한 사람이었다. 1939년에는 〈부인들끼리의 애정과 이해-내선(內鮮) 부인의 애국적 협력을 위하여〉(1939.03)등의 주제로 순회강연을 하였다. 이어 유각경, 이숙종(李淑鍾), 임영신, 박순천, 노천명, 모윤숙·황선덕 등과 함께 조선임전보국단 부인대 간부가 되어 정신대 참여 선전 독려, 학도병 지원을 선전, 독려하고 황국부인으로서 지녀야 할 자질연마와 각성을 촉구하는 강연활동에 나섰다.
1939년 이화보육학교(이화여대 부속유치원의 전신)의 교장이 되어, 이화여전 부교장직과 겸임하였다. 한편 이화여전의 부교장으로 있으면서 학교운영의 주도권을 쥐려고 교장인 앨리스 아펜젤러와 수시로 마찰을 빚었으며, 윤치호에게 도움을 청하였으나 윤치호는 거절하였다. 1939년 조선총독부에서 외국인 기독교선교사들이 자유주의를 부추긴다는 이유로 추방하게 되자 그해 4월 이화여자전문학교 제7대 교장이 되었다. 이후 총독부가 폐교령을 내릴 때까지 이화여전 교장과 이화보육학교 교장을 겸하였다. 또한 이화여전 유지재단 이사장을 겸임하여 1945년까지 재직했다.
김활란은 임전대책협력회 위원, 조선임전보국단 부인대 지도위원, 국민총력 조선연맹 평의원, 조선교화단체연합회 부인계몽독려반, 조선언론보국회 이사 등 각종 친일단체의 임원직을 맡았다. 그리고 여성대중에게는 노력동원, 가정의 절약과 저축을 강조하였다. 1941년에는 국민총력조선연맹 평의원 및 참사로 활동하였다.

##### 태평양 전쟁 무렵
1941년 창씨개명 때 아마기 가쓰란(天城活蘭)으로 개명하고, 임전대책협력회 위원으로 활동하였다. 또한 1941년 조선임전보국단 부인대 지도위원이 되었다. 1941년 12월 27일 조선보국단 주최로 부민관에서 '결전 부인대회'를 개최했다. 연사로는 박인덕, 김활란, 모윤숙, 박순천, 임숙재, 최정희 등이었다. 이후 그는 부인궐기촉구 강연, 결전부인대 강연, 방송 등을 통해 일제의 침략정책을 미화하고 내선일체·황민화시책을 선전하며 일반여성이나 여학생들에게 '어머니나 딸·동생으로서' 징병·징용·학병 동원에 대한 이해를 촉구하였다.
| “ | 이제야 기다리고 기다리던 징병제라는 커다란 감격이 왔다.……지금까지 우리는 나라를 위해서 귀한 아들을 즐겁게 전장으로 내보내는 내지의 어머니들을 물끄러미 바라만 보고 있었다.……그러나 반도여성 자신들이 그 어머니, 그 아내가 된 것이다.……이제 우리도 국민으로서의 최대 책임을 다할 기회가 왔고, 그 책임을 다함으로써 진정한 황국신민으로서의 영광을 누리게 된 것이다. 생각하면 얼마나 황송한 일인지 알 수 없다. 이 감격을 저버리지 않고 우리에게 내려진 책임을 다하기 위하여 최선을 다할 것이다. | ” |
|   | — “징병제와 반도여성의 각오”, 《신시대》, 1942. 12 |   |

| “ | 학도병 출진의 북은 울렸다. 그대들은 여기에 발맞추어 용약(勇躍) 떠나련다! 가라, 마음놓고! 뒷일은 총후(銃後)는 우리 부녀가 지킬 것이다. 남아로 태어나서 오늘같이 생의 참뜻을 느꼈음도 없었으리라. 학병 제군 앞에는 양양한 전도가 열리었다. 몸으로 국가에 순(殉)하는 거룩한 사명이 부여되었다. | ” |
|   | — “뒷일은 우리가”, 《조광》, 1943. 12 |   |

태평양 전쟁 기간 중 그는 학도병 징집을 독려하는 강연 활동에 참여하고 논설을 발표하였다. 태평양 전쟁 기간 중 〈징병제와 반도여성의 각오〉(1942.12), 〈남자에 지지 않게 황국 여성으로서 사명을 완수〉등의 글을 신문과 잡지에 발표하는 한편, 〈여성의 무장〉(1941.12), 〈대동아 건설과 우리 준비〉(1942.2) 등의 주제로 조선총독부 정책에 협력할 것을 권고하는 칼럼, 강연 등을 하였다.

#### 광복 직전
일제강점기 후반 그는 이화여자전문학교의 활동 외에도 기독교 청년단체인 YWCA 여성청년회와 YMCA 청년회의 활동, 기독교 선교 활동 등에도 참여하였다. 그러나 태평양 전쟁 당시 1943년말 전시비상조치방책으로 그가 맡고 있던 이화전문학교는 폐교당하고 농촌지도원 연성소가 되었다. 그는 후에 자신의 자서전 《그 빛속의 작은 생명》에서 이를 가장 안타깝고 분하게 여겼다. 그런데 그해 12월 25일의 매일신보에는 이에 대한 소감을 발표하기도 했다.
| “ | 아세아 10억 민중의 운명을 결정할 중대한 결전이 바야흐로 최고조에 달한 이 때 어찌 여성인들 잠자코 구경만 할 수가 있겠습니까. ...(이하 중략)... 이번 반도 학도들에게 열려진 군문으로 향한 광명의 길은 응당 우리 이화전문학교 생도들도 함께 걸어가야 될 일이지만 오직 여성이라는 한 가지 이유 때문에 참여를 못하는 것입니다. 그러나 싸움이란 반드시 제일선에서만 있는 것은 아닙니다. 이런 의미에서 우리 학교가 앞으로 여자특별연성소 지도원 양성기관으로 새로운 출발을 하게 된 것은 당연한 일인 동시에 생도들도 황국여성으로서 다시 없는 특전이라고 감격하고 있습니다. | ” |
|   | — 매일신보, 1943. 12. 25 |   |

이화전문학교가 여자청년연성소 지도자연성과로 바뀌어, 기존 학생들에게는 3개월간의 교육을, 신입생에게는 1년간의 교육을 시켜 전조선에 설치된 여자청년연성소 지도자로 배치하여 농촌여성을 계몽한다는 일제의 방침대로 되자, 1944년 이화여전 학생 모집에는 150명 모집에 40명밖에 지원하지 않았다. 게다가 재학생들도 격감하였다. 그리고 제자들과 후배들은 그를 외면하고 학교를 떠났다. 1943년부터 과로 등으로 건강이 악화되어 1944년 초에는 안구 질환에 걸렸다.
1944년 악성 안질환에 걸렸으나 극적으로 실명의 위기를 모면하였다. 그가 안과진료를 받을 당시 실명할 우려가 있다는 의사의 말에 김활란은 "남의 귀한 아들들을 사지(死地)로 나가라고 했으니, 내가 장님이 되어도 억울할 것 없지. ...(이하 중략)... 당연한 형벌"이라고 말하였다 한다. 1945년 조선언론보국회 이사에 피선되었다. 

### 광복 이후 활동

#### 해방 직후
광복 후에는 건국준비위원회 참여를 거부하고 1945년 8월 임영신, 이은혜 등과 함께 여자국민당을 조직하였다.
1945년 9월 미군 주둔 후에는 미군정청 한국교육위원회 위원에 임명되었다. 9월 이화여자전문학교를 복구해 교장을 맡았다. 9월 초 미군이 조선에 주둔하면서 미군이 이화를 방문하여 학교를 군용병원으로 쓰려하니 닷새 안에 건물을 비워 줄 것을 요청했다. 김활란은 이때를 회상하기를 '당시 앞이 캄캄했으며, 너무나도 무력한 한국의 처지에 슬퍼하고 분노했다'고 한다.
그는 단호히 거절했으나 미군측도 물러서지 않았다. 이 때 마침 서울에 도착한 미국 뉴스위크의 기자 헤롤드 아이삭스를 설득, 그의 도움으로 미군정 사령장관 존 하지를 만나 “일제 때도 내놓지 않았던 학교입니다. 지금 해방에 차있는 한국에서 한국의 고등교육기관을 내놓으라는 것은 도저히 있을 수 없는 일입니다. 입장을 바꾸어 생각해보십시오. 미국의 어떤 여자대학을 군에서 밀고 들어갔다면 어떤 여론이 일어날지 생각해보셨습니까?” 라고 항의했다. 하지 장군은 강제로 점령하는 것이 아니라 상이 군인들을 위해 건물의 사용을 요청하는 것이니 동의해달라고 부탁했고, 학교를 위해서 더 좋은 장소를 물색해서 드리겠다는 약속을 하며 설득했다. 그러나 김활란은 이를 거절했다. 그는 '이 학교는 나의 사유재산이 아닙니다. 수많은 졸업생과 재학생 그리고, 전국 여성의 여론을 들은 후에라야 어떤 결정을 내릴 수 있습니다.'라고 단호히 거절했고, 선생의 논리적인 말에 말문이 막힌 하지는 결국 이화여대의 건물 사용을 취소했다.

#### 미군정 활동과 교육 활동
1946년에는 여자교육담당 교육자문위원을 겸직하였다. 군정기간 중 그는 미군정 교육위원회 위원과 여자교육담당 교육자문위원을 맡아 여자 교육의 확대를 확정시켰다. 한편 이화여자전문학교를 다시 대학으로 승격시키기 위해 노력, 이화전문 학교를 종합대학으로 발전시키기 위해 전문학교 내에 한림원, 예림원, 행림원, 등의 3개 단과대학으로 나눠 운영하고, 종합대학의 인가를 받기 위해 군정청 관리들을 설득하였다. 그는 이화여대 설림의 필요성의 이유로 하나는 여자 대학이 반드시 필요하다는 것, 다른 하나는 세계의 대학이 세계의 흐름에 발맞춰 새로운 전공분야를 개척해나가야 한다는 것이었다. 그해 10월 이화여자대학교로 승격되고 초대 총장에 취임하였다.
김활란은 두 개의 원칙 아래 학교발전계획을 추진하였다. 한편 이화여대를 남녀공학으로 하자는 제안이 나올 때마다 그는 '한국 국회의원 의석의 절반을 여성이 차지하는 날이 올 때까지 안됩니다.'라며 거절하였다.
1945년 9월 여성기독교청년회(YWCA)를 재건하고 회장이 되었으며, 여성교육 진흥, 장려를 위한 한국여학사회를 창설하여 초대회장에 취임하였다. 한편 정치적으로는 이승만, 김구 등 반공주의자를 지지하여 여성의 정치적 발언권을 획득하려 노력하였다. 10월에는 이승만의 귀국을 영접하고, 대한독립촉성중앙회에 참여하였으며, 12월 독립촉성국민회의 여성 조직인 대한독립촉성부인회를 조직하여 이를 이끌었다.

#### 해방 정국의 정치 활동

1948년 12월 파리 UN 총회에 파견된 대한민국 정부 대표단. 맨 앞줄 왼쪽이 조병옥, 가운데는 대표단장 장면, 왼쪽은 장기영, 뒷줄은 왼쪽부터 정일형, 모윤숙, 뒷줄 가운데가 김활란, 우측으로는 성명 미상, 김우평 순

1945년 한국 교육심의회의 위원의 한사람이 되어 장면 등과 함께 교육이념분과에 참여하여 교육관련 정치이념 문제에 대한 의논을 하였다. 이후 이화여대 초대 총장을 비롯하여 여러 학교의 이사장직을 맡았으며, 여성 교육계의 대표적인 인물로서 한국여성단체협의회 회장 등 여성계에서 활발한 활동을 했다. 이후 우파 운동에 나서 반탁 운동 단체인 독립촉성중앙부인단에 참가했다. 김구가 모스크바 3상회담에 반발, 강력한 반탁운동을 추진하자 45년 12월 30일 결성된 신탁통치반대 국민총동원위원회 위원이 되었다. 1946년 우익계열의 여성단체이자 독립촉성국민회의 예하조직인 독립촉성중앙부인단에 참가하는 등 반탁운동에 앞장섰다.
1946년 2월 민주의원의 비서로 참여하였고, 1946년 9월 프랑스 파리에서 열린 유엔 총회에는 민주의원측 대표자로 파견, 회의에 참석하여 조선 국민의 절대다수가 공산주의를 결사반대한다고 발표, 공산주의자들이 한반도의 독립을 방해한다고 주장하였다. 1946년에는 중화민국 항저우(杭州)에서 개최된 여자기독교청년회 세계대회에 조선여성 대표의 한 사람으로 참석하고 돌아왔다.
1948년 1월 남북협상론과 단독정부 수립 론이 나뉘게 되자 이승만을 지지하고 단독정부 수립의 지지를 선언하였다.
한편 그는 친일 인사로 지목된 바 있다. 2001년 <월간중앙> 8월호에서 공개한 '1948년 김구와 임시정부 계열이 지목한 숙청대상 친일인사들의 명단 초안'이라는 문건을 통해 김활란 초대 총장이 민족진영에 의해 숙청대상 중 두 번째로 올랐다.

#### 정치 활동

##### UN 대표단 파견
1948년 이승만의 단독 정부 수립론을 지지하였다. 1948년 5월 10일 제헌국회의원 선거에 서울 서대문구에 국회의원 후보로 출마했으나 낙선했다. 그는 제헌 국회의원 선거에 여자 후보 모두 19명 출마하여 한 사람도 당선되지 못한 점을 지적, '지식계급의 여성과 일반여성들과의 긴밀한 관계를 맺어야겠다는 점을 절실히 느꼈다'며 여자 유권자들의 정치 참여와 공감대 형성의 필요성을 주장하였다.
1948년 12월 7일~ 12월 12일, 프랑스 파리에서 열린 제3차 유엔 총회(제3차) 대표단에, 대한민국의 유엔 승인을 위한 홍보사절로서 장면(단장), 장기영, 조병옥, 정일형, 전규홍, 김우평, 김준구, 모윤숙와 함께 참석하였다.
1950년 4월 중앙교육위원회 위원에 위촉되었으며, 1950년 5월의 제2대 국회의원 총선거에 출마하였으나 역시 낙선하였다.
1949년 3월 모교인 보스턴 대학교에서 명예법학박사 학위를 받았다. 그해 9월 프랑스 파리에서 열린 UN 총회에 참석하고 돌아왔으며, 대한여자기독교청년회 연합회(YWCA 연합회) 재단 이사장에 선출되었다. 1950년 '여학사 협회' 창립위원회 발족에 참여하여 창립위원이자, 초대 위원장에 선출되어 대한민국 국내의 여자 학교 개교, 설립 운동을 주관하였다.

##### 한국 전쟁 기간 중
그 해 6월 25일 한국 전쟁이 터지자 서울시내 야산에 은신해 있다가, 전쟁 직후 정부가 피난갈 때 전시 내각에 특별 소집되었다. 한국 전쟁 중이던 1950년 공보처 제3대 장관을 지내기도 했다.
부산으로 내려갔다가 1951년 전시 국민 홍보 외교 동맹 전체 위원장이 되고 1951년 4월 대한민국 민간 외교사절로 미국 워싱턴 D.C.를 방문, 미국 상,하원의 기독교 신자인 의원들에게 한국의 자유, 신앙의 자유를 지키기 위한 도움을 호소하고 한국 전쟁에 대한 꾸준한 지원을 요청하였고, 5월 오하이오주로 가 모교인 오하이오 웨슬리언 대학교에서 명예법학박사 학위를 받았다.
1952년 1월부터 1954년까지 영자신문 코리아타임즈(The Korea Times) 사장을 맡았다. 또한 국민홍보외교동맹을 조직하여 미국과 UN 참전국과의 민간외교 및 외국참전병들의 위문 등 전시국가의 여성운동을 지도하였다. 그리고 파병군인 중 기독교 계열 장성과 지휘관, 군인들에게 한국의 자유 민주주의와 기독교 신앙을 가질 자유를 지켜달라고 호소하였다. 1953년 영국 정부의 초청으로 런던에서 개최된 언론인대회에 대한민국측 대표로 파견, 참석하였으며, 1953년 유네스코 한국위원회 집행위원에 선임되었다. 또한 국민홍보외교동맹을 조직하여 참전국과의 민간외교 및 외국참전병들의 위문 등 전시국가의 여성운동을 지도하였다.
1951년 9월 1일 피난지 부산에서 이화여자대학교의 임시 학교 교사건물을 얻어 학교 운영을 계속하였다. 1952년 휴전이 되자 서울로 올라와 이화여자대학교 총장으로 활동하였다. 1953년 영국 정부와 초청을 받아 런던에서 열린 언론인 대회에 한국 대표로 참석하고 돌아왔으며, 그해 재단 법인 흥한의 이사, 문교재단 연합회 이사, 유네스코 한국 위원회 집행위원에 위촉되었다.

##### 정치, 외교 활동
1954년 미국국제기독교선교위원회에 참석하였고, 그해 6월 코넬 대학에서 명예법학박사학위를 받았다. 7월 귀국, 국제기독교선교위원회 부위원장과 기독교대한감리회이사 및 실행위원에 위촉되었고, 이후 한미재단이사, 문교부 고등교육과 교수자격심사위원, 문교부 산하 대한교육심사위원회 부위원장 등에 위촉되었다. 7월 24일에는 대한민국 학술원 철학부문 회원이 되었다.
1955년 2월 문교부 중앙교육위원회 위원이 되고, 바로 함태영 등과 함께 기독교방송국 후원회 이사가 되었으며 바로 후원회 이사장이 되었다. 또한한국 4H 구락부 위원회 이사에도 피선되었다.
1955년 대한적십자사 부총재를 맡았고, 1957년 10월 미국 뉴욕에서 개최된 1957년 UN총회에 대한민국 대표단의 한 사람으로 다녀왔고, 1958년 10월 다시 뉴욕에서 열린 1958년의 UN총회 한국대표단의 한사람으로 다녀왔다. 1959년 한국여성단체협의회의 조직에 참여하였다. 1959년 6월 스위스 제네바에서 개최된 국제적십자 회의에 대한민국 대표단의 한사람으로 파견되었고, 그해 9월 뉴욕에서 열린 UN총회에 대한민국 대표로 참석하고 귀국하였다.
그는 1948년 12월, 1956년 11월, 1957년 10월, 1958년 10월, 1959년 9월, 1965년 12월의 유엔 총회에 대한민국 대표단이 파견될 때 한국 대표의 한 사람으로 참석하였다. 1959년 12월부터 1970년 2월까지 한국여성단체협의회 회장을 지냈다. 1959년 한국아시아반공연맹 부이사장과 한국여학사협회 회장을 맡았다. 1959년 대한적십자사 부총재로서 장택상, 장면 등과 함께 일본의 거주 교포의 북송을 반대하기 위하여 제네바 적십자사 본부를 방문하고 귀국했다.

#### 교육·기독교계 여성지도자의 대명사
김활란은 일제강점기 하에서는 '전문학교의 유일한 여성교장, 여성 YWCA 창립자의 한사람' 등이라는 수식어와 함께 그는 교육, 기독교계의 여성주의 운동의 대표적인 인물로 손꼽혀 왔다. 그리고 8·15 이후에는 이화여대 총장직과 배화학원, 국제대학, 동구학원, 금란여중고, 영란여중고 등 여러 학교의 재단 이사장직을 맡았으며, 사회단체로는 한국여성단체협의회, 여학사협회, 대한부인회, 주부클럽연합회, YWCA 등 여성단체를 설립하고 회장 등의 임원직을 역임하였다.
또한 공직 활동으로는 정부 수립 직후에는 유엔총회 때 한국대표로 참석하였고, 6·25 때는 전시 내각의 공보처장, 1965~70년에는 대한민국 순회대사, 한국아시아반공연맹 이사 등 정치·외교활동에도 참여하였다. 종교 활동으로는 기독교 여성 계몽운동, 기독교계 여성단체 활동 및 전국 선교활동에호 활발하게 참여하였다.

#### 사회단체, 선교 활동
1960년 금란여자중,금란여자고등학교 재단 이사장에 위촉되었다. 1961년 9월 이화여자대학교를 정년퇴직하고 명예총장 겸 이화학원 재단 이사장을 맡았다. 1961년 금란전도협회를 조직해 농촌 기독교 전도 활동을 전개했고, 대한기독교교육자협회 회장, 전국복음화운동 명예회장, 한국기독화운동위원회 위원장 등을 맡았다. 1962년 신경염으로 병석에 누웠다가 다시 일어나 활동하였다. 이후 1964년까지 양주, 인천, 포천, 충주, 부여, 원주, 전주, 대전, 신탄진, 대구 등으로 전도 여행을 다니기도 했다. 1962년 11월 제12차 유네스코 총회에 한국측 대표로 프랑스 파리에 다녀왔다.
1963년 8월 교육 부문의 대한민국장을 받았고, 막사이사이상의 공익부문상과 미국 감리교회에서 주는 다락방상등을 수상했다. 1964년 5월 미국 웨스턴하우스의 사료편찬위원의 한 사람으로 위촉되어 도미, 교육부문 담당위원으로 참여하였다. 이때 웨스턴하우스에서는 타임캡슐에 넣을 자료편찬을 하고 있었다. 1964년 11월 프랑스 파리에서 개최된 제13차 유네스코 총회에 한국대표로 참석하였다.
1965년 9월 대한민국 순회대사로 임명되어 1970년까지 재직하였다. 그는 평생을 독신으로 살았으며 기독교활동, 여성 정치 운동 등에 참여하였으며 정치계에서 여성의 발언권 획득을 위한 노력, 여성기독교인의 입장을 대변하는 역할을 하였다.

#### 최후
1966년 11월 프랑스 파리에서 열린 제14차 유네스코 총회에는 한국측 수석대표에 임명되어 대표단원들을 데리고 파리 총회에 참석하고 돌아왔다. 그는 1970년까지 이화학당 학교 법인 이사장으로 있었고, 1969년 3월 개교한 영란여자중,여자상업고등학교 설립을 주도하였다.
1970년 1월초 그는 한 인터뷰에서 "나는 인간의 생명이 영원 불멸하다는 것을 믿고 날마다 하나님께서 힘주시는 대로 더 좋은 생명의 길을 찾기 위해 살아왔소, 육체와 환경에 얽매인 것을 극복하면서 내 나름대로 승리의 길을 걸어 오느라 힘 썼습니다."라는 말을 남겼다. 이는 그의 유언이 되었다. 그해 1월 당뇨병과 동맥경화로 병석에 눕게 되었다. 2월 5일 심장실조증과 부정맥, 뇌일혈, 동맥경화 등의 합병증으로 혼수상태에 빠졌다.
1970년 2월 10일 서울특별시 서대문구 대신동 85번지 1번지 자택에서 과로와 당뇨병, 뇌출혈, 심장질환, 부정맥 등의 합병증으로 사망했다. 사망당시 그의 나이 72세였다.
저서로 자서전 《그 빛 속의 작은 생명》(1965) 등이 있다. 그는 만년에 "인간의 생명이란 불멸하여 육체가 없어지더라도 영혼은 천국에 가게 되니 죽은 사람이 아니다. 그러니 슬퍼할 필요는 없으며 장례식 대신 화려한 승리의 길로 환송해주는 환송예배를 해주기 바란다."고 당부하였다. 이화여자대학교에서 장례식이 거행되었는데, 생전 당부에 따라 한국에서는 처음으로 장례식을 음악회와 가벼운 만찬으로 하였다.

### 사후
사망 후 서울특별시 중랑구 망우동 금란동산에 안장되었다. 1970년 대한민국 정부에서 '대한민국 일등수교훈장'을 추서했다.
2002년 발표된 친일파 708인 명단에 선정되었고, 2008년 민족문제연구소가 정리해 발표한 친일인명사전 수록예정자 명단도 포함되었다. 이화여대에 설치되었던 동상에 대해서 김활란의 친일 활동에 대해 비판적인 민주노동당 학생위원회 학생들의 철거 요구가 있었다. 기독교대한감리회가 2005년 광복 60주년 기념으로 펴낸 자료집 《하나님에게만 희망을 두고 살아라》에서 선정한 감리교 내 친일 부역자 명단 12명 중에도 윤치호, 신흥우와 함께 평신도 3인 중 한 명으로 포함되었다.
2008년 8월 학술지 ‘한국사 시민 강좌’ 하반기호(43호)에서 대한민국 건국 60주년 특집 ‘대한민국을 세운 사람들’을 선발, 건국의 기초를 다진 32명을 선정할 때 문화, 종교, 언론 부문의 한 사람으로 선정되었다.

## 상훈 경력
- 교육부문 대한민국장(1963년)
- 필리핀의 막사이사이상 공익부문상(1963년 8월)
- 미국 감리교회에서 주는 다락방상[20](1963년)
- 사후 유엔 한국 대표로 오랫동안 활동한 공로로 1970년 일등수교훈장이 추서되었다.

## 저서
- 《그 빛속의 작은 생명》(1965)
- 논문, 《한국의 부흥을 위한 농촌교육 Rural Education for the Regeneration of Korea》
- 논문, 《정말인(丁抹人)의 경제부흥론》

## 학위
- 1918년 3월 이화학당 대학부 졸업
- 1924년 6월 미국 오하이오 웨슬리언 대학교 학사
- 1925년 6월 보스턴 대학교 대학원 철학석사
- 1931년 10월 컬럼비아 대학교 대학원 철학박사
- 1949년 3월 보스턴 대학교 명예법학박사
- 1951년 5월 오하이오 웨슬리언 대학교 명예법학박사
- 1954년 6월 코넬 대학 명예법학박사
- 1963년 8월 필리핀 센트로에스콜라대학 명예문학박사
- 1966년 6월 이화여자대학교 명예법학박사

## 사상과 신념

### 계몽 운동과 정신 개조

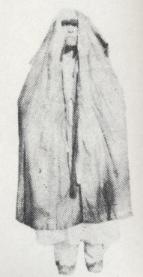
쓰개치마를 쓰고 등교중인 1900년대의 이화학당 여학생

1926년 당시의 인습적 제약과 구속을 타파하기 위하여 솔선수범하여 머리를 짧게 자르는 단발운동에 동참하기도 하였다.
박사학위인 <한국의 부흥을 위한 농촌교육 Rural Education for the Regeneration of Korea>에서 그는 조선에 기독교를 선교, 포교하려면 교육과 계몽운동을 병행해야 한다고 하였다. 1931년 박사학위를 받고 귀국한 후 저술한 《정말인(丁抹人)의 경제부흥론》그는 우리 민족에게 전민족의 정신쇄신, 민중 계몽과 교육의 필요성, 협동조합운동의 발흥을 강조하였으며, 이를 계기로 우리 나라에 협동조합운동의 확산에 기여하였다.

### 한국 감리교 보존 운동
1920년 3.1 운동 이후 미국내의 장로교, 감리교, 침례교 등 각 교파의 교단에서는 조선 선교 사업을 포기하기로 하고, 일본내 기독교연합회와 일본장로교, 감리교, 침례교회의 휘하에 두도록 정하였다. 그는 미국남감리교와 북감리교회 지도자들을 설득하여 조선내 철수 저지와 조선내 독자적 감리교 교구를 유지시켰다.
1928년 미국감리교회 총회에 참석하였을 때, 미국에는 미국 국내 경제불황이 심하여 자국 국민들부터 구제하자며 외국선교사업을 축소시키기로 하였다. 또한 1928년의 미국감리교 총회에서는 조선에 우주재하던 주교를 없애고 중국이나 일본의 감리교 주교가 이를 겸하도록 결정하였다. 그러자 회의에서 긴급발언권을 얻은 그는 기독교 사상이 조선 백성들을 구제할 수 있는 유일한 사상임을 설득하여 총회가 방금 가결한 것을 번복, 뒤집게 하고, 조선에 독립된 감리교 주교를 계속 주재하도록 만들었다.
이 때부터 웅변력을 인정받은 이름이 알려지기 시작하여 일제강점기 당시 각종 국제 회의나 태평양회의 등의 대표단에 조선인 대표의 한사람으로 참여하게 되었다.

## 가계도
- 아버지: 김진연(金鎭淵)
- 어머니: 박도라(朴萄羅)
- 언니: 김신득(金辛得, 다른 이름은 김애란)
- 형부: 김달하(金達河)
- 조카: 김정옥(金貞玉, 1913년 7월 4일~2004년 4월 14일)

## 논란

### 친일 행적
2005년 3월 25일 이화여대 학생들은 친일파 김활란의 동상 철거를 요구하며, 아래의 친일 행적을 밝혔다.
- 1939년 6월 《동양지광》 - 부인들끼리의 애정과 이해 - 내선 부인의 애국적 협력을 위하여

과거 조선의 부인운동은 어쨌든 화려한 시기가 있긴 있었습니다마는 이제 와서 생각하면 정말로 구호에 불과한 부끄러운 일도 있었다고 생각합니다. 그렇지만 이제부터는 내선 일체의 대업 속에서 정말로 확고하게 현실성이 있는 부인운동이 전개되어갈 것으로 생각하고 있습니다.
- 1941년 12월 27일 - 여성의 무장(조선임전보국단 주최 결전부인대회 결성식 부민관 대강당)

저 흑노(黑奴) 해방(노예 해방)의 싸움을 성전이라 했고 십자군의 싸움도 성전이라 했다. 그러나 이제 성전은 정말로 내려진 것이다. 동아 10억의 민족을 해방하고 광명으로 인도하려는 도의의 전쟁이다. 우리 총후의 반도 여성은 지금 이 도의 전쟁에 한 사람의 투사로서 가담하고 있다는 광영(光榮)을 가졌다.
- 1942년 12월 - 징병제와 반도 여성의 각오(이화여전 교장)

이제야 기다리고 기다리던 징병제라는 커다란 감격이 왔다. …(중략)… 이제 우리에게도 국민으로서의 최대 책임을 다할 기회가 왔고, 그 책임을 다함으로써 진정한 황국 신민으로서의 영광을 누리게 된 것이다. 생각하면 얼마나 황송한 일인지 알 수 없다. 이 감격을 저버리지 않고 우리에게 내려진 책임을 다하기 위하여 최선을 다할 것이다.
- 1943년 8월 7일 매일신보 - 거룩한 대화혼을 명심 - 적 결멸에 일로매진

이 기회에 대동아 건설을 위하여 동아 10억의 민족을 저 앵글로 색슨의 손으로부터 해방하기 위하여 우리 황군이 도의의 싸움을 하고 있는 이 때에 반도 청년에 이러한 영예를 내리옵심은 더욱 기쁜 바이며, 또한 행복된 일이다. 다음으로 우리는 배속으로부터 대화혼의 소유자가 되어야 한다. .... 존엄하옵신 황실을 받들어 모시고 생사를 초월하여 대군을 위하여 순국 봉사하는 그 마음 오직 우리 황국 신민만이, 특히 제국 군인만이 경험할 수 있는 바이다.
- 1943년 12월 조광 - 뒷일은 우리가

학병제군 앞에는 양양한 전도가 열리었다. 몸으로 국가에 순(殉)하는 거룩한 사명이 부여되었다. 이 얼마나 감사할 일이냐. 제군은 오늘 이때를 영구히 잊지 못할 것이다. 나가라! 전선으로. 그 뒤는 우리가 맡겠다. 총후의 여성들은 제군들이 안심할 만큼 만사를 해내일 각오가 굳은 바이니, 바라건대 모쪼록 빛나는 전공을 세워 조선학도의 참다운 일면을 길이 청사에 빛내여라!
- 1943년 12월 25일 매일신보 - 남자에 지지 않게 황국 여성으로서 사명을 완수

1943년 12월 전시교육임시조치령에 따라, 이화여자전문학교를 폐교하고 '여자특별연성소'라는 농촌 지도원 양성 기관으로 바뀐 것에 대하여 매일신보에 발표한 글… 그러나 싸움이란 반드시 제일선에서만 있는 것은 아닙니다. 이런 의미에서 우리 학교가 앞으로 여자특별연성소 지도원 양성 기관으로 새로운 출발을 하게 된 것은 당연한 일인 동시에 생도들도 황국 여성으로서 다시 없는 특전이라고 감격하고 있습니다.
- 1938년 6월 9일 매일신보 - 감격과 가중한 책임 - 진두에 나설 여학생의 결의

1938년 6월 당시 조선 YWCA의 회장으로 있던 그는 “비상시국에 있어 기독교 여자 청년들도 내선 일체의 깃발 아래로 모여 시국을 재인식하는 동시에 황국 신민으로서 앞날을 자기(自期)하는 의미에서…”라며 일본 YWCA에 가맹 발표.

### 동상 철거 문제
2005년 4월 25일 민노당 이화여대 학생위원회(이하 이대 학생위)는 25일 낮 12시 대학 내 김활란 동상 앞에서 이화여대 친일잔재 청산을 위한 기자회견을 열고 '김활란 상' 폐지와 동상철거 등을 요구했다. 이대 학생위는 성명서에서 “이화의 자랑스러운 선배는 친일파 김활란 초대총장이 아닌 이화학당의 재학생으로서 독립운동에 자신을 헌신한 유관순 의사가 되어야 한다”며 “한국의 여성운동은 김활란 이화여대 총장을 극복하지 않으면 발전이 없다”고 지적했다.
이들은 또한 “이화여대 학생수첩을 보면 김활란 총장이 이화의 뿌리로, 선배로 올라와 있다”며 “김활란 전 총장의 친일행적에 대한 입장을 총학생회(학생수첩 내용은 총학생회 책임으로 작성)에 듣고자 했지만 어떠한 답도 얻을 수 없었다”며 친일 총장을 이화의 뿌리로 선정한 총학생회에 대해 비판했다. 이화여대 총학생회는 민노당 학생위의 공개질의에 대한 답변에서 김활란 초대총장을 학생수첩에 수록한 것은 이화인의 뿌리찾기 차원이라고 해명했다. 그러나 친일행적에 대한 질문에는 답변하지 않았다. 이화여대 총학생회는 4월 23일 "재학생들에게 이화여대 역사에 대해 잘 알려주어야 한다는 뜻으로 제1대 메리 F. 스크랜턴 당장님부터 제8대 김옥길 총장님까지 모두 다섯 분의 역대 총장님을 수록했고 김활란 총장님은 이 중 한 분의 총장님으로 수록되었다"고 답변했다. 민노당 학생위를 비롯한 일부 학생들의 요구에 학교 측에서는 응대하지 않았고 동상 철거를 요구하는 일부 학생과 이를 반대하는 학교 측의 갈등은 진행 중에 있다.

## 평가와 비판
김활란에 대한 평가는 매우 상반된 평가로 나뉘어 있다.

### 긍정적 평가
한국 근현대사에서 미국 박사학위를 수여받은 대표적인 엘리트 지식인으로 여성의 사회적, 경제적 지위를 향상시키는 데 공적을 남겼으며 여성주의 확산에 기여했다는 평가가 있다.

### 부정적 평가
1936년 전후로 대표적인 여성 친일파로 변절해 일제 말기 전시 체제 때 적극적인 전쟁 협력자로 활동하였다는 비판적인 평가가 많다. 또한 여성 교육자들 중 자신의 제자를 전쟁터에 보낸 인물 중의 한 사람이라는 부정적인 시각도 존재한다.
이화여대 학생 모임인 이구동성은 "김활란 초대 총장은 그동안 '여성박사 1호', '여성운동의 선구자'라는 이유로 제대로 된 역사적 평가를 받지 못했다"고 지적했다. 이구동성은 "이화여대의 부끄러운 역사로 남아있는 김활란 초대 총장보다 독립 운동을 위해 목숨을 받친 유관순 열사가 이화여대의 자랑스런 선배가 돼야 한다"며 "유관순 열사는 이화인과 우리 국민이 본받아야 할 인물이다"고 말했다. 이어 "이화여대의 부끄러운 역사를 다시 쓰기 위해 과오는 철저히 비판하고 공은 높이 사서 기려야 한다"며 "유관순 열사의 동상을 이화인의 힘으로 세우자"고 주장했다.

## 기타
본명은 기해년에 태어났다 하여 기득(己得)이라 했으나 후에 활란으로 개명했다. 활란이라는 이름은 그의 감리교 세례명 헬렌(Helen)을 한자어로 음역해서 표기한 것이다. 외국에서는 그의 세례명이자 영문명인 헬렌 킴(Hellen Kim)으로 널리 알려졌다.

## 같이 보기
| - 페미니즘 - 대한민국의 여성운동 - 대한민국 공보처 - 한국 전쟁 - 임영신 - 이승만 - 윤치호 - 윤치영 - 장면 - 김구 - 김규식 | - 박인덕 - 박순천 - 김순애 - 모윤숙 - 박은혜 - 이은혜 - 윤보선 - 장면 - 조병옥 - YMCA - YWCA | - 애국금차회 - 임전보국단 - 이화여자대학교 - 대한민국 친일반민족행위진상규명위원회 - 친일반민족행위 705인 명단 |

## 참고 문헌
참고 서적
- 김활란, 《그 빛 속의 작은 생명:우월김활란 자서전》(이화여자대학교 출판부, 1983)
- 오병학, 김활란 (규장문화사, 1994)
- 김옥길 외, 《김활란박사소묘》(이화여자대학교 출판부, 1959)
- 정충량, 《이화80년사》 (이화여자대학교 출판부, 1968)
- 김정옥, 《이모님 김활란》(정우사, 1977)
- 반민족문제연구소, 《친일파 99인》(반민족문제연구소, 1993)
- 정동제일교회, 《정동제일교회 90년사》(정동교회 역사편찬위원회, 1977)
- 이화여자대학교 편, 《한국여성사》(이화여자대학교 출판부, 1978)
- 민숙현, 박혜경, 《한가람 봄바람에:이화100년야사》(지인사, 1981)
- 반민족문제연구소 (1993년 3월 1일). 〈김활란 : 친일의 길 걸은 여성 지도자의 대명사 (강정숙)〉. 《친일파 99인 2》. 서울: 돌베개. ISBN 978-89-7199-012-4.

뉴스 인용
- 조병래·임경구·전홍기혜 (2002년 3월 8일). “친일파 된 여성 교육 선각자들 - <자료 입수> 김활란 등 선각 여성 5인의 친일 행적”. 프레시안. 2008년 2월 6일에 확인함.
- 박상규 (2005년 6월 13일). “"자랑스런 이대인은 김활란이 아닌 유관순"”. 오마이뉴스. 2008년 2월 6일에 확인함.
- 김활란(金活蘭, 창씨명 天城 活蘭 1899~1970):일제 침략전쟁에 조선 청년 내몬 이화여전 교장 김활란
- "친일파 김활란 동상을 철거하라" 민중의 소리 2005.03.25
- 김활란, 송창근, 윤치호, 이명직이 친일파? 크리스찬투데이 2008.05.05
- "고대 김성수, 연대 백낙준, 이대 김활란 동상 철거해야" 오마이뉴스 2005.03.29